# Parmenonta fulvosticta
Parmenonta fulvosticta är en skalbaggsart som beskrevs av Bates 1885. Parmenonta fulvosticta ingår i släktet Parmenonta och familjen långhorningar.
Artens utbredningsområde är Honduras. Inga underarter finns listade i Catalogue of Life.